# Horssjön (Seglora socken, Västergötland)
Horssjön är en sjö i Borås kommun i Västergötland och ingår i Viskans huvudavrinningsområde. Sjön avvattnas av vattendraget Sävsjöbäcken. Sjöns area är 0,48 kvadratkilometer och den är belägen 86,8 meter över havet.

## Delavrinningsområde
Horssjön ingår i det delavrinningsområde (638931-132126) som SMHI kallar för Mynnar i Häggån. Medelhöjden är 113 meter över havet och ytan är 12,97 kvadratkilometer. Det finns inga avrinningsområden uppströms utan avrinningsområdet är högsta punkten. Sävsjöbäcken som avvattnar avrinningsområdet har biflödesordning 3, vilket innebär att vattnet flödar genom totalt 3 vattendrag innan det når havet efter 68 kilometer. Avrinningsområdet består mestadels av skog (59 procent) och jordbruk (16 procent). Avrinningsområdet har 0,79 kvadratkilometer vattenytor vilket ger det en sjöprocent på 1,4 procent. Bebyggelsen i området täcker en yta av 6,72 kvadratkilometer eller 12 procent av avrinningsområdet.